# Święto Opet

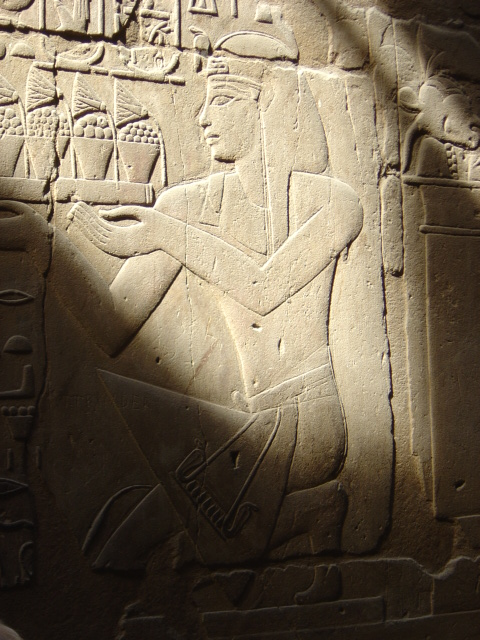
Faraon składający ofiarę

Święto Opet – w starożytnym Egipcie święto poświęcone boskiej triadzie Amona-Re, Mut i Chonsu. W trakcie tego święta faraon składał ofiarę w świątyni w Karnaku, następnie ofiarowywał kadzidło i wodę przed barkami kultowymi Amona, Mut i Chonsu. Następnie wraz z królewskim orszakiem barki były holowane brzegiem Nilu do Luksoru. W Luksorze faraon wraz z kapłanami składał ofiarę Amonowi-Re i Mut. W podobny sposób odbywano podróż powrotną do świątyni w Karnaku. Uroczystości kończyło ofiarowanie przez faraona bukietu papirusu Amonowi-Re.
Święto trwało od 11 dni (w czasach Tutanchamona) do 27 dni za panowania Ramzesa III. 